# Viimsi (plaats)
Viimsi {Duits: Wiems) is de hoofdplaats van de Estlandse gemeente Viimsi, provincie Harjumaa. De plaats heeft de status van groter dorp of ‘vlek’ (Estisch: alevik).

## Bevolking
De plaats had 2341 inwoners op 31 december 2011 en 2703 inwoners op 31 december 2021.

## Ligging
Viimsi ligt direct ten noorden van het stadsdistrict Pirita van de Estische hoofdstad Tallinn. Op de gemeentegrens loopt een goederenspoorlijn, die de haven van Miiduranna verbindt met de haven van Muuga, de grootste haven van de regio. Miiduranna en Muuga liggen ook in de gemeente Viimsi. Ten oosten van de vlek Viimsi ligt het dorp Pärnamäe.

## Geschiedenis
De plaats werd voor het eerst genoemd in 1241 onder de naam Uianra. In 1471 verkocht de Lijflandse Orde de grond waarop de plaats lag aan het Piritaklooster. De kloosterlingen stichtten er een landgoed. Na de vernietiging van het klooster in 1577 verviel het landgoed aan de Zweedse staat. In 1643 werd het landhuis op het landgoed de ambtswoning van de gouverneur-generaal van het Hertogdom Estland. Later kwam het landgoed in handen van Zweedse en Baltisch-Duitse families, achtereenvolgens von Stenbock, von Buxhoevden, von Maydell en von Schottländer. In 1865 werd het toenmalige landhuis van het landgoed door brand vernield en werd het huidige landhuis gebouwd. Na 1919, toen Estland onafhankelijk was geworden, vorderde de staat het landgoed Viimsi. In 1923 kreeg generaal Johan Laidoner het landhuis als dank voor bewezen diensten tijdens de Estische Onafhankelijkheidsoorlog.
Tussen 1930 en 1977 vormde Viimsi één dorp met het nabijgelegen Miiduranna. In 1977 werden beide dorpen gescheiden en kreeg Viimsi de status van vlek (alevik).
Na de Tweede Wereldoorlog was het landhuis in gebruik bij de Marine van de Sovjet-Unie. In 1993 werd het gebouw streekmuseum. In 2001 werd in het gebouw het Estisch Oorlogsmuseum – Generaal Laidoner Museum (Estisch: Eesti Sõjamuuseum – Kindral Laidoneri Muuseum) gehuisvest.

## Foto's

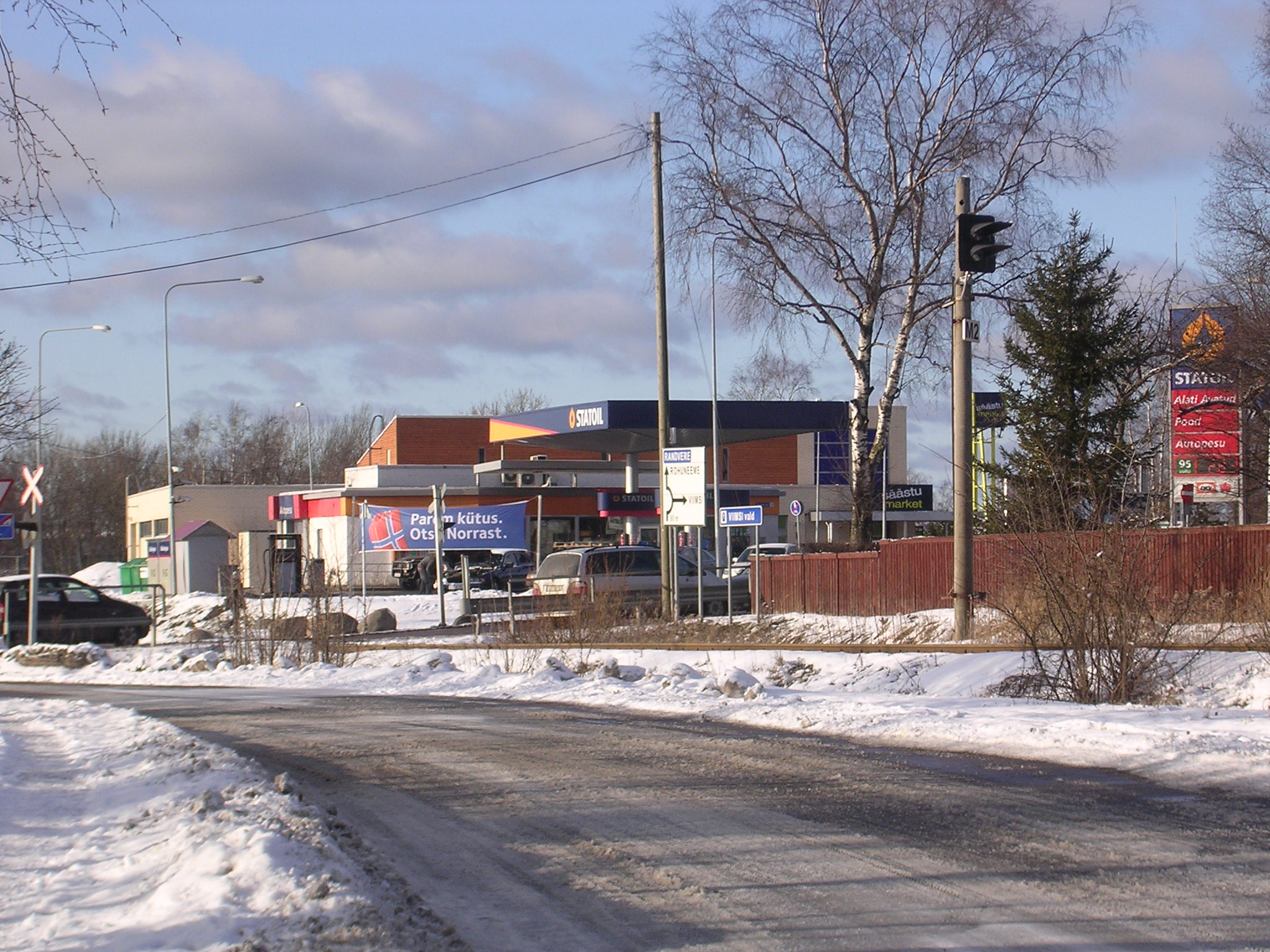
De grens tussen Tallinn en Viimsi
De Vehema tee, een straat in Viimsi
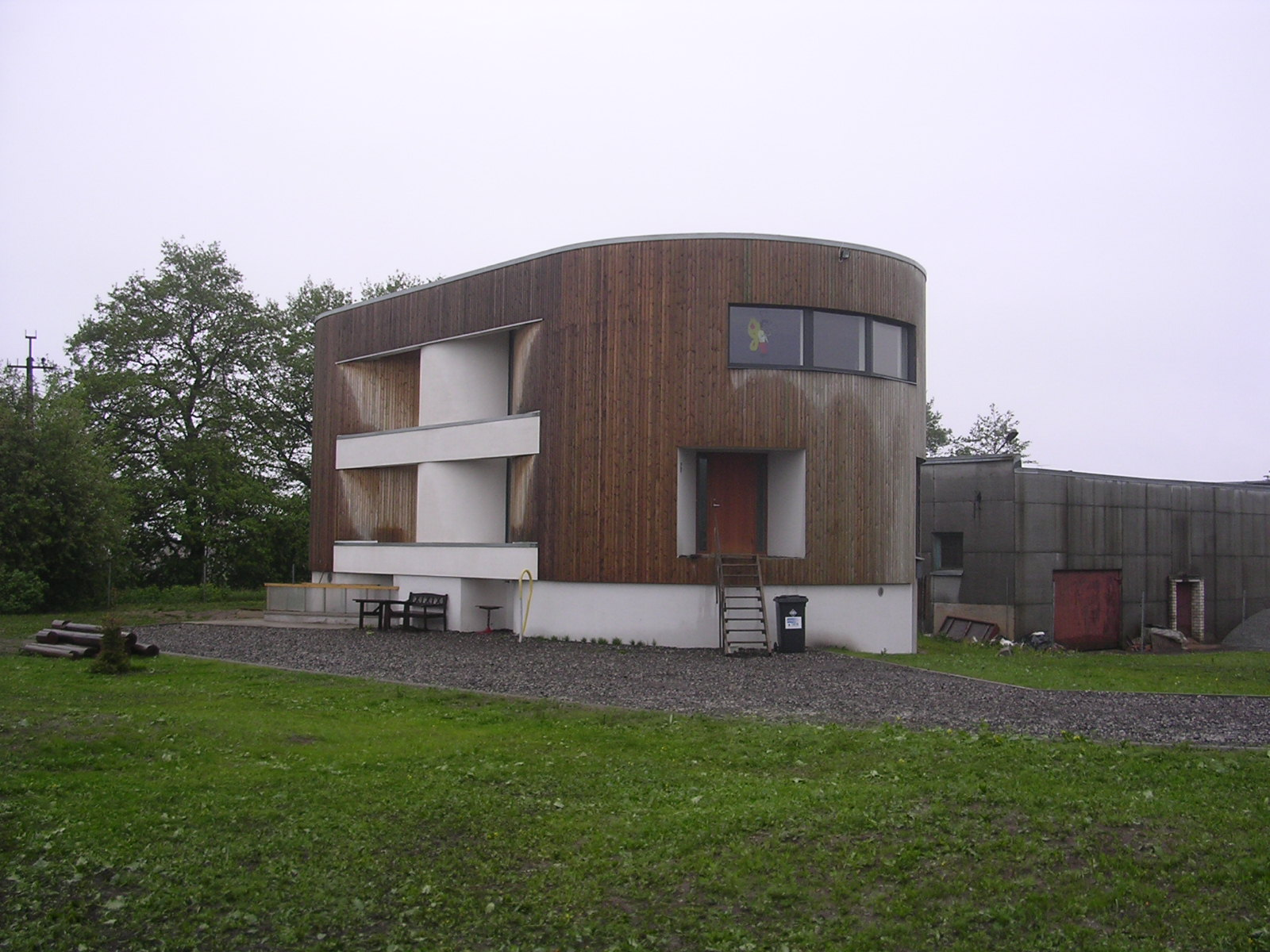
Woning aan de Vehema tee
Verkeerstuin
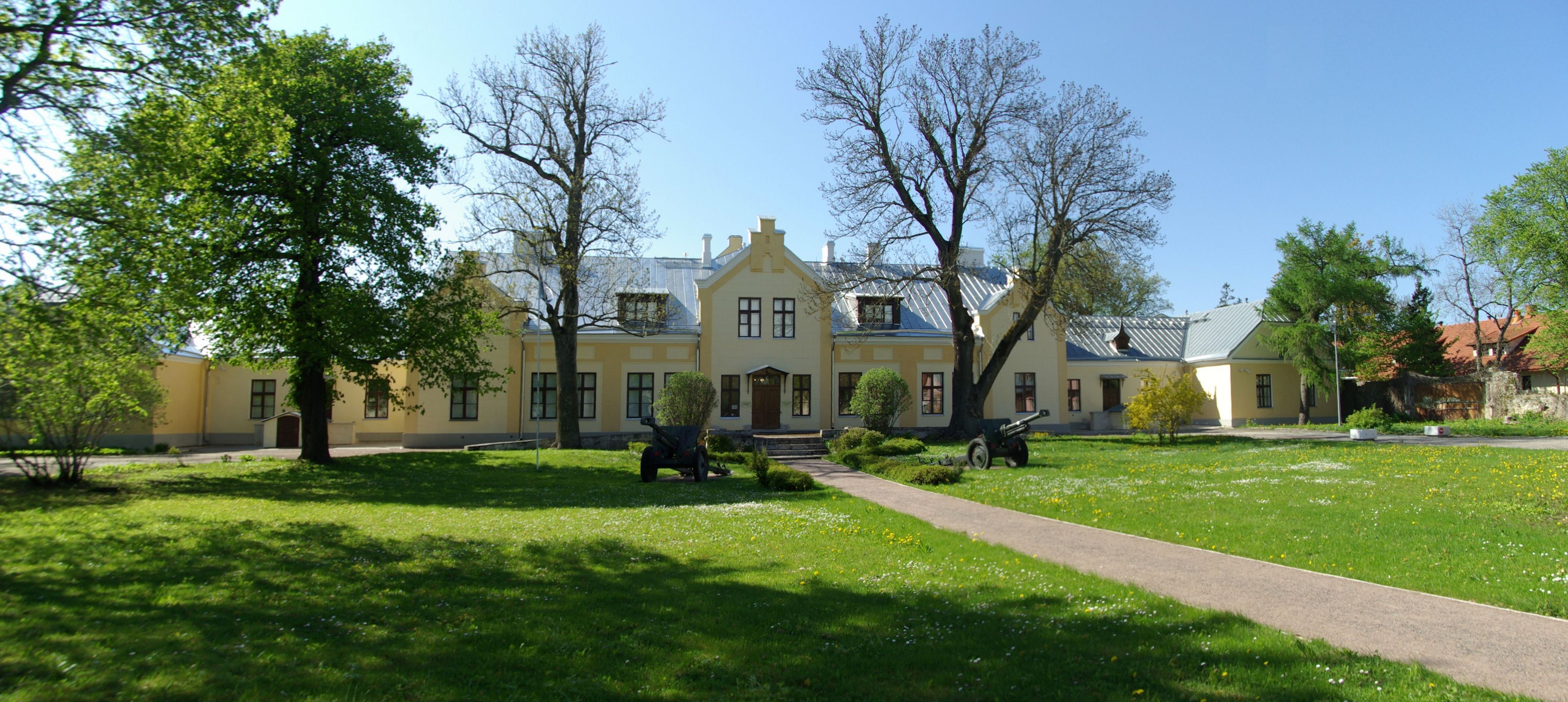
Estisch oorlogsmuseum, voorzijde
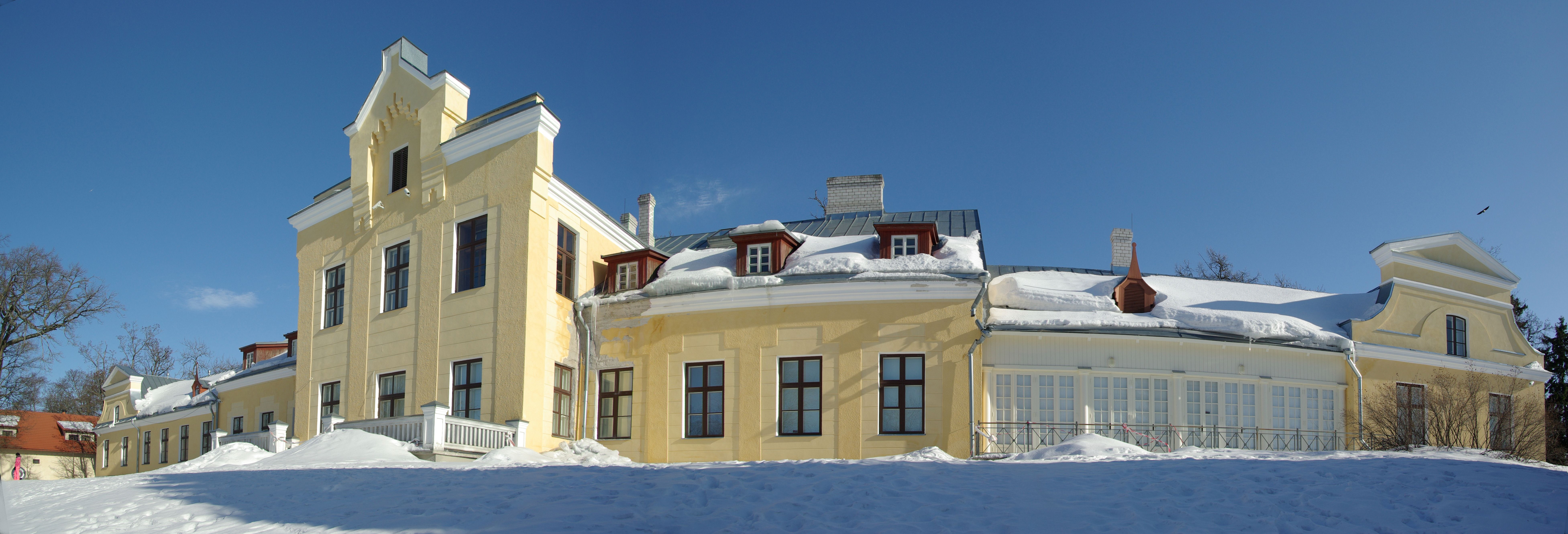
Estisch oorlogsmuseum, achterzijde
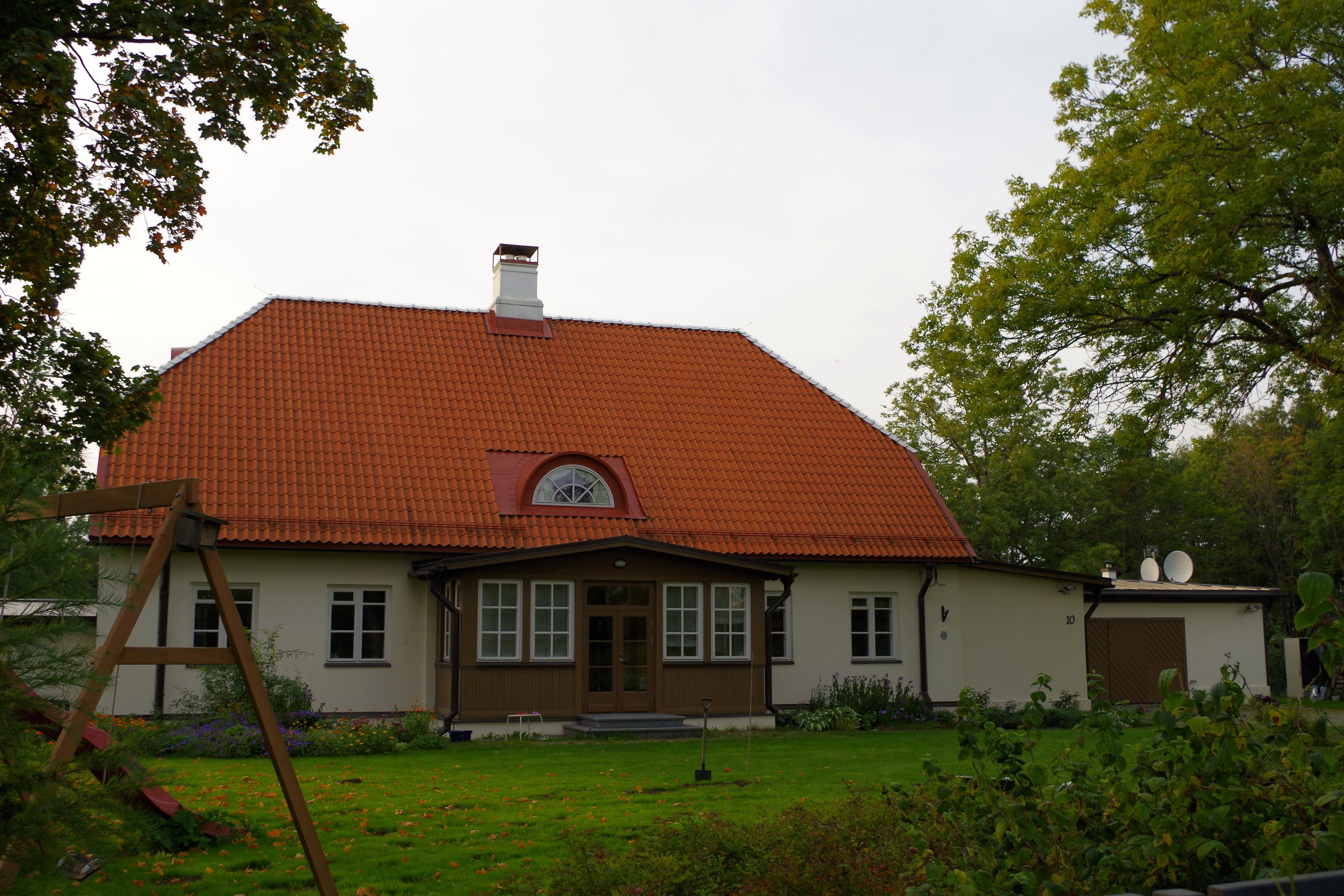
Gemeentehuis, voorzijde
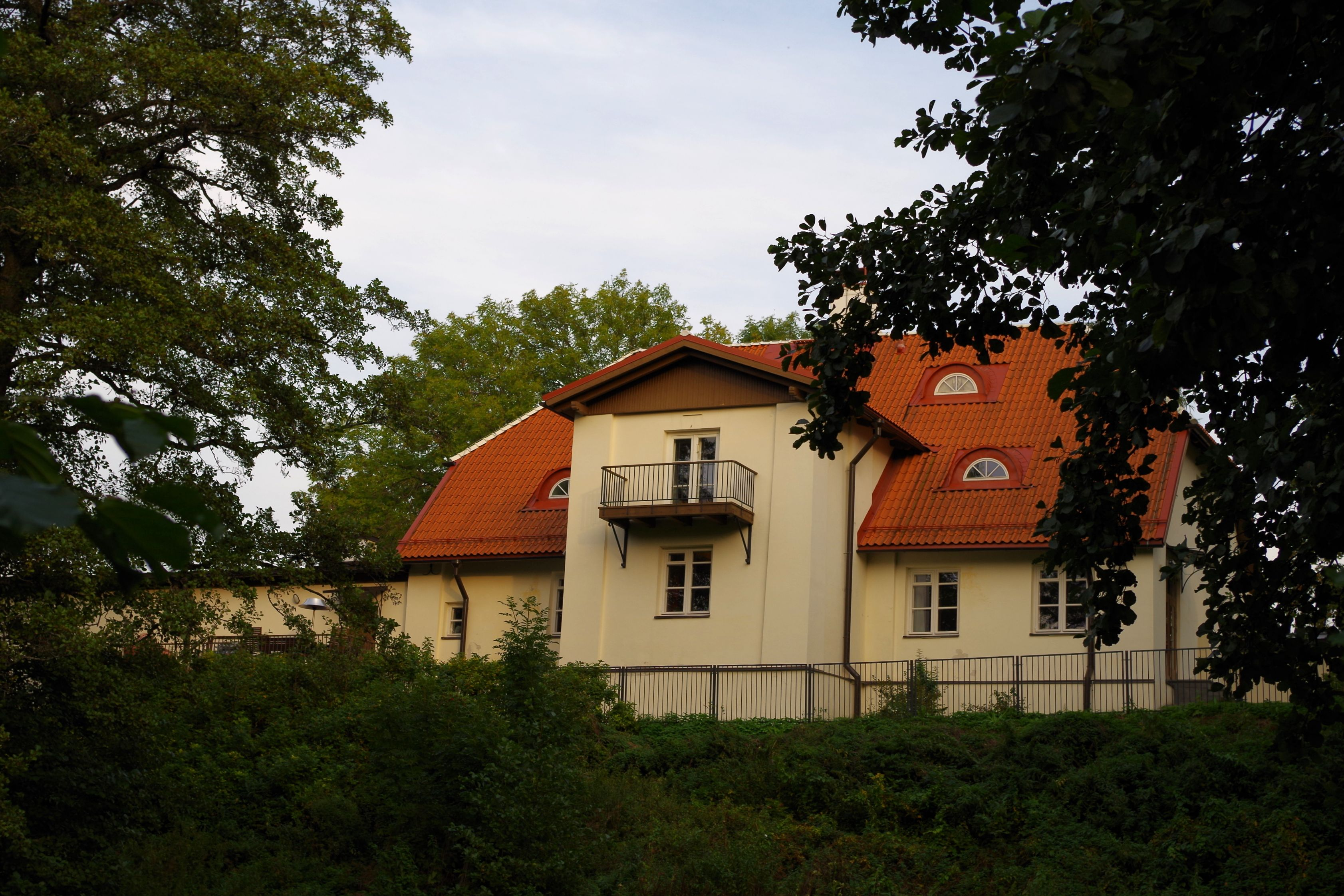
Gemeentehuis, achterzijde